# Castillejo de Robledo
Castillejo de Robledo é um município da Espanha na província de Sória, comunidade autónoma de Castela e Leão, de área 52,98 km² com população de 160 habitantes (2006) e densidade populacional de 3,03 hab/km².

## Demografia
| Variação demográfica do município entre 1991 e 2004 | Variação demográfica do município entre 1991 e 2004 | Variação demográfica do município entre 1991 e 2004 | Variação demográfica do município entre 1991 e 2004 |
| --------------------------------------------------- | --------------------------------------------------- | --------------------------------------------------- | --------------------------------------------------- |
| 1991                                                | 1996                                                | 2001                                                | 2004                                                |
| 249                                                 | 228                                                 | 178                                                 | 161                                                 |